# Sele, Koroška
Sele (nemško Zell) so občina v severnem delu Karavank na avstrijskem Koroškem ob meji s Slovenijo. Sele, med koroškimi Slovenci zaradi svoje uporne zgodovine, trdne narodne zavesti in geografske odmaknjenosti včasih imenovane kar Selska Republika, so znane kot občina z najvišjim deležem slovensko govorečih prebivalcev v celotni Avstriji. Po popisu iz leta 2001 živijo v Selah 703 ljudje, od tega kar 626 (89,1 %) slovensko govorečih.
Sele so tudi kraj, kjer je pokopanih trinajst slovenskih upornikov proti nacizmu, znanih pod skupnim imenom Trinajst selskih žrtev.

## Zemljepisna lega
Sele ležijo v odmaknjeni gorski dolini na severni strani Karavank, 20km južno od Celovca ter 6km južno od Borovelj. Obdajajo jih Grlovec (nemško Ferlacher Horn, 1840 m) in Setiče (Freiberg, 1923 m) na severu,  Ojstrc (Hoch Obir, 2139 m) in Kravji vrh (Kuhberg, 2025 m) na vzhodu ter Košuta s Košutnikovim turnom (Koschuta, 2136 m) na jugu. Relief občine je izredno razgiban, nadmorska višina se giblje med 587 m (pri sotočju potokov Ribnice in Huda jame) in 2.139 m (na vrhu Ojstrca). Glavno naselitveno območje leži v dolini, ki se razteza v smeri vzhod-zahod, na nadmorski višini okoli 950 m. 

### Razdelitev občine
Sele se delijo na tri katastrske občine, in sicer Sele v Kotu  (Zell bei Winkel),  Sele pri Cerkvi  (Zell bei der Pfarre) in Sele pri Ženeku (Zell bei Sonnegg). Celotno področje občine zajema naslednjih 7 naselbin:
- Sele - Borovnica (Zell-Freibach), 179 prebivalcev (stanje 2001)
- Sele - Homeliše  (Zell-Homölisch), 19
- Sele - Košuta  (Zell-Koschuta), 2
- Sele - Srednji Kot  (Zell-Mitterwinkel), 82
- Sele - Zvrhnji Kot (Zell-Oberwinkel), 77
- Sele - Fara  (tudi Sele-Cerkev, nemško Zell-Pfarre ), 239
- Sele - Šajda  (Zell-Schaida), 105

## Zgodovina
Prvi podatki o naselitvi na Selškem segajo v 11. stoletje. Predvideva se, da je v tem obdobju nastala prva naselbina na območju današnjih Sel - Srednjega Kota. Prva cerkev naj bi bila zgrajena okoli 1200. Sele so bile prvič pisno omenjene leta 1280 pod imenom Cel. Večje širjenje se je začelo v 13. in 14. stoletju, leta 1492  so v Sele vdrli Turki. Leta 1524 je bilo v Selah 43 kmetij. Leta 1630 sta bila gospodarja dveh kmetij na Ženeku (Meležnik in Kališnik) tudi v uradnih listinah prepoznana kot prva svobodnjaka v Selah, čeprav je tradicija kmetov svobodnjakov v teh krajih - kot sicer povsod po Koroškem - gotovo obstajala že prej.  
Leta 1787 so bile Sele povzdignjene v samostojno župnijo, leta 1850 pa se je iz katastrskih občin Sele pri Cerkvi , Sele pri Ženeku in Sele v Kotu ustanovila civilna občina Sele, kakršna obstaja še danes.
Na Koroškem plebiscitu leta 1920 so Sele, tako kot večina Južne Koroške južno od Drave, glasovale za združitev z matičnim narodom oz. priključitev Kraljevini Jugoslaviji. Za Jugoslavijo je takrat glasovalo kar 97 % volilnih upravičencev. 

### Trinajst selskih žrtev
Časi po plebiscitu so bili za slovensko narodno skupnost na Koroškem izredno težavni, tako tudi v Selah. Vrhunec preganjanja je nastopil s priključitvijo Avstrije Tretjemu Rajhu leta 1938.  Po navedbah takratnih nacističnih funkcionarjev je kmalu po Anschlussu okoli 20 slovenskih Selanov in Obircev zapustilo avstrijske oborožene sile in se preko Karavank napotilo v Slovenijo, kjer so se preživljali na različne načine . Ko je nacistična Nemčija aprila 1941 okupirala še Kraljevino Jugoslavijo, so se vrnili v Sele in na Obirsko, kjer so se ob pomoči domačinov izmikali oblastem s skrivanjem po hlevih, skednjih in posebej za to pripravljenih bunkerjih. Nekateri med njimi so navezali stike z Osvobodilno Fronto in sodelovali s slovenskimi partizani pri njihovih občasnih vdorih na severno stran Karavank. Ta skupina je predstavljala prvi oboroženi in organizirani upor na ozemlju celotnega tedanjega tretjega rajha proti nacistični oblasti .  Najbolj znani člani uporniške skupine so bili Tomaž, Janez, Peter in Valentin Olip, Jernej in Jakob Oraže, Franc Pristovnik ter brata Florjan in Urh Kelih. Po nacističnem odkritju uporniškega bunkerja pri Hlipovčnikovi žagi, 2. decembra 1942, so bili vsi člani skupine aretirani. 16. aprila 1943 je na deželnem sodišču v Celovcu sledil montirani politični proces, ki ga je osebno vodil najzloglasnejši med vsemi nacističnimi sodniki, Roland Freisler, ki je izključno v ta namen pripotoval iz Berlina. Proces je potekal v nemščini, ki jo je večina aretirancev le slabo obvladala, na njem pa so bili vsi uporniki obtoženi »priprave na veleizdajo«. 13 ljudi - 12 moških, od tega 7 Selanov, in ena ženska, Marija Olip, prav tako iz Sel - je bilo obsojenih na smrt z obglavljenjem. Sodba je bila izvršena 29. aprila 1943 na Dunaju.
Posmrtni ostanki vseh trinajstih selskih žrtev so bili po vojni, leta 1949, prenešeni iz Dunaja in pokopani v Selah, kjer ležijo še danes.

## Prebivalstvo
Po popisu iz leta 2001 je imela občina Sele 703 prebivalce. Od tega se jih je 89,1 % izreklo za slovensko govoreče, 9,1% pa za nemško govoreče. Sele so občina z najvišjim deležem slovensko govorečega prebivalstva v vsej Avstriji.  98,4 % prebivalstva Sel ima avstrijsko državljanstvo.
H katoliški veri se prišteva 98,1 % prebivalcev, brez posebnega religioznega prepričanja pa jih je 1,7 %.
| Kraj (slovensko) | Kraj (nemško)     | Število prebivalcev 1991 | Odstotek Slovencev 1991 | Odstotek Slovencev 1951 |
| ---------------- | ----------------- | ------------------------ | ----------------------- | ----------------------- |
| Sele Borovnica   | Zell Freibach     | 187                      | 92.5%                   | 96.9%                   |
| Sele Homeliše    | Zell Homölisch    | 23                       | 47.8%                   | 76.3%                   |
| Sele Srednji Kot | Zell Mitterwinkel | 98                       | 98%                     | 95.7%                   |
| Sele Zvrhnji Kot | Zell Oberwinkel   | 91                       | 96.7%                   | 97.1%                   |
| Sele Fara        | Zell Pfarre       | 235                      | 93.2%                   | 92.1%                   |
| Sele Šajda       | Zell Schaida      | 100                      | 99%                     | 91.7%                   |

## Politika
Na avstrijskih nacionalnih volitvah leta 2008 so Selani z 25,3 % glasov podprli Liberalni Forum (LIF), kar je bil za to stranko najvišjih volilni delež v vsej Avstriji. Hkrati je bil delež Avstrijskih svobodnjakov (FPÖ) v Selah z 0,7 % najnižji v vsej Avstriji. 

### Občinski svet
Občinski svet občine Sele ima 11 članov in je po občinskih volitvah leta 2009 sestavljen takole:
- 6 Socialdemokratska stranka Avstrije (SPÖ)
- 4 EL
- 1 Avstrijska ljudska stranka (ÖVP)

Direktno izvoljeni župan je Engelbert Wassner (SPÖ).

### Grb
Grb občine Sele prikazuje simbolično silhueto Košute z njenim najvišjim vrhom Košutnikovim turnom, ki predstavlja južno mejo občine. Grb in zastava sta bila občini Sele podeljena 26. junija 1995, zastava je zeleno-bela, z vključenim grbom.

## Osebnosti
- Gustav Januš (* 1939), pisatelj, slikar in učitelj
- Tomaž Olip (1913–1943), upornik proti nacizmu
- Jakob Oraže (1902–1943), upornik proti nacizmu
- Franc Pristovnik (1910–1943), upornik proti nacizmu
- Janez Oraže (1925–1943), upornik proti nacizmu
- Jernej Oraže (1902–1943), upornik proti nacizmu
- Florjan Kelih (1908–1943), upornik proti nacizmu
- Urh Kelih (1912–1943), upornik proti nacizmu